# Венизелосова улица
| Венизелосова улица | Венизелосова улица                                 |
| ------------------ | -------------------------------------------------- |
|                    |                                                    |
| Општина            | Стари Град                                         |
| Почетак            | Француска улица                                    |
| Крај               | сквер Цариградске и Улице војводе Добрњца          |
| Дужина             | 532 m                                              |
| Ширина             | 16 m                                               |
| Створена           | 1878                                               |
| Названа            | 2004.                                              |
| Стари називи       | Баштованска, Радничка, Кнегиње Олге, Ђуре Ђаковића |
|                    |                                                    |
|                    |                                                    |
| Венизелосова улица |                                                    |

Венизелосова улица  налази се на Општини Стари град Београда и протеже се правцем од Француске до сквера Цариградске и Улице војводе Добрњца.

## Име улице
Улица је настала 1878. године и првобитни назив јој је био Баштованска. Године 1908. мења назив у Радничку, а од 1935. носи назив Улица кнегиње Олге. Улица се пружала до Дунав станице и обухватала је две општине (Стари град и Палилулу). После Другог светског рата, од 1946. названа је Ђуре Ђаковића, али само један део. Од тада припада само једној општини, Општини Стари град. Венизелосова улица се зове од 2004. године.
Именовање улице је потекло од Диогениса Валаванидиса. Он се неколико пута обраћао Скупштини града Београда да се Улица Ђуре Ђаковића преименује у Венизелосову. Његови захтеви су уродили плодом и од 2004. године ова улица носи назив по Елефтериосу Венизелосу.

### Елефтериос Венизелос
Назив је добила по Елефтериосу Венизелосу, значајном политичару у модерној грчкој историји. Он је био председник грчке владе за време Првог светског рата која је омогућила српској војсци рехабилитацију на Крфу.

### Ђуро Ђаковић
Ђуро Ђаковић је био металски радник, секретар ЦК КПЈ. Борио се за јединство радничког покрета. Од године 1905. радио је у Сарајеву.

## Суседне улице
- Будимска
- Француска
- Жоржа Клемансоа
- Гундулићев венац
- Улица војводе Добрњца
- Улица Јелисавете Начић
- Улица Херцега Стјепана
- Улица Ђорђа Јовановића
- Улица кнез Милетина
- Цариградска

## Венизелосовом улицом
- Поглед ка Венизелосовој из Гундулићевог венца
- Мурал на броју 46
- Број 30
- Број 22, једна од последњих јорганџијских радњи

### Комплекс радничких станова
Комплекс радничких станова је споменик културе и протеже се улицама: Гундулићев венац 30-32, Венизелосова 13, Херцег Стјепана 3-5, Сењанина Иве 14-16. Комплекс станова чине објекти од којих је први саграђен 1909. године по пројекту прве жене архитекте Јелисавете Начић, а изграђен је на иницијативу Београдске општине, због решења стамбеног питања радника у доба интензивног развоја индустрије у Београду почетком 20. века.
Станови су јефтини и функционални, не истичу се посебно својом архитектуром.  Венизелосовом улицом се простире дугачка грађевина на броју 13. На фасади постоји врло плитка пластика сецесијске провенијенције изнад и испод прозорских отвора. Да би се разбила монотонија дугачке зграде, рашчлањена је по вертикали наглашеним карактеристичним дрвеним забатом.
- Једнолична грађевина која се простире Венизелосовом
- Карактеристичан кров
- Плитка пластика око прозора
- Комплекс са карактеристичним забатом